# Batalha de Agrigento
A batalha de Agrigento (Sicília, 262 a.C.) foi a primeira batalha da Primeira Guerra Púnica e o primeiro confronto militar de grande escala ocorrido entre os cartagineses e os romanos. A batalha aconteceu após um extenso cerco iniciado em 262 a.C. e resultou, com a vitória romana, no controle de Roma sobre a Sicília.

## Prelúdio
Em 288 a.C., os Mamertinos, mercenários italianos, ocuparam a cidade de Messina, localizada numa região a nordeste da Sicília, matando todos os homens e tomando as mulheres como suas esposas. A partir daí, eles passaram a atacar e pilhar os campos e se tornaram um problema para a cidade independente de Siracusa. Quando Hierão II, de Siracusa, chegou ao poder, em 265 a.C., ele decidiu tomar uma atitude definitiva contra os Mamertinos e sitiou Messina. Os Mamertinos pediram ajuda aos dois Estados que, anteriormente, haviam lutado juntos contra Pirro: Cartago e Roma.
Interessados em ter controle sobre a ilha fértil da Sicília, Cartago e Roma enviaram exércitos para a área. Para os romanos, que não possuíam uma sólida frota militar até aquele momento, foi o primeiro envolvimento em uma campanha fora da Itália. Logo, o problema envolvendo Messina foi esquecido e o fato de que havia uma rivalidade entre estas duas potências, com o caso de Siracusa "esquecido" algum lugar entre elas, se tornou evidente. Nos anos seguintes, ocorreram poucos conflitos entre os exércitos, com os dois oponentes testando o terreno e aprendendo como manobrar e desenvolver táticas na região montanhosa da Sicília.

## O cerco de Agrigento
Em 262 a.C., os romanos enviaram um exército completo para a Sicília, comandado pelos dois cônsules Lúcio Postúmio Megelo e Quinto Mamílio Vítulo, constituídos por quatro legiões consulares e flancos de aliados (formações de cavalaria), em um total de 40.000 homens. Essa foi a resposta ao maior esquema de recrutamento e treinamento que estava sendo feito na história dos cartagineses. Apoiados por Siracusa, agora oficialmente aliada a Roma, o exército dos cônsules marchou em junho para Agrigento, na costa sudoeste da Sicília. Esta cidade estava sendo preparada para atuar como uma base que iria receber o exército cartaginês que estava para chegar, mas até o momento estava ocupada apenas pela guarda local, comandada por Aníbal Giscão.
Giscão respondeu à ameaça protegendo a população de Agrigento com barricadas e sua guarda com muralhas, junto com todo o suprimento que puderam reunir das redondezas. A cidade foi preparada para um longo cerco e tudo o que tinham a fazer era esperar pelos reforços cartagineses que já estavam sendo preparados. Naquele tempo, a engenharia de cerco e a construção de equipamentos de assalto como torres eram artes estrangeiras para os romanos. A única maneira disponível aos romanos para conquistar uma cidade fortificada como Agrigento era o cerco. Desta forma, o exército acampou do lado de fora das muralhas e barricadas da cidade e se preparou para esperar o tempo que fosse necessário para a cidade se render pela fome. Com um auxílio logístico garantido por Siracusa, os mantimentos dos próprios romanos não era um problema.
Alguns meses depois, Giscão estava começando a sentir o o peso do bloqueio e apelou por uma ajuda urgente de Cartago. Os reforços desembarcaram em Heracleia Minoa no início do inverno de 262-261 a.C., compostos por 50.000 homens de infantaria, 6.000 homens de cavalaria e 60 elefantes de guerra comandados por Hanno. Os cartagineses então marcharam para o sul para resgatar seus aliados e, após uma pequena batalha entre as cavalarias, ganha por Hanno, eles ergueram acampamento muito próximos dos romanos, mantendo-os presos entre as duas forças cartaginesas, em um esquema de circunvalação. Hanno imediatamente dispôs suas tropas em formação de batalha, mas os romanos negaram o "convite". Em vez disso, eles se fortificaram do outro lado, construindo uma linha de contravalação. O bloqueio a Agrigento continuou, mas agora os próprios romanos é que estavam cercados.

## A Batalha de Agrigento
Com Hanno acampado na frente de sua base, a linha de suprimentos vindos de Siracusa não estava mais acessível aos romanos. Com eles mesmos correndo agora o risco de sofrer com a fome, os cônsules escolheram por oferecer uma batalha. Essa foi a vez de Hanno recusar, provavelmente com a intenção de vencer os romanos pela fome. No entanto, a situação dentro de Agrigento após mais de seis meses de cerco estava à beira do desespero. Aníbal Giscão, comunicando-se com o lado de fora por meio de sinais de fumaça, enviou um pedido urgente de ajuda e Hanno foi obrigado a aceitar uma batalha campal. Os detalhes da devida luta são (como normalmente acontece com registros antigos) descritos de formas variadas e por diversas fontes diferentes.
Acredita-se que Hanno tenha distribuído a infantaria cartaginesa em duas linhas, com os elefantes e demais reforços na segunda linha e a cavalaria, provavelmente, nos flancos. O plano de batalha dos romanos é desconhecido, mas eles provavelmente organizaram na típica formação "triplex acies". Todas as fontes afirmam que a batalha foi longa e que os romanos conseguiram quebrar a frente cartaginesa. Isso provocou pânico nas fileiras secundárias e as reservas cartaginesas fugiram do campo de batalha. Também é possível que os elefantes tenham entrado em pânico e, em sua fuga estabanada, desorganizaram a formação cartaginesa. De qualquer maneira, os romanos derrotaram o inimigo e saíram vitoriosos. Sua cavalaria conseguiu atacar o acampamento cartaginês e capturaram uma grande quantidade de elefantes. No entanto, a batalha não foi um sucesso completo, uma vez que a maior parte do exército cartaginês escapou e Aníbal Giscão, junto da guarda de Agrigento, também foi capaz de quebrar as linhas romanas e escapar.

## Consequências
Após esta batalha (a primeira entre quatro batalhas travadas em terra durante a Primeira Guerra Púnica), os romanos ocuparam Agrigento e venderam a toda a população como escravos. Os dois cônsules foram vitoriosos, mas, devido à fuga de Giscão, provavelmente não foram aclamados com triunfos quando retornaram.
Após 261 a.C., Roma passou a controlar a maior parte da Sicília e e garantiu uma fértil fonte de cereais para uso próprio. Além do mais, sendo esta a primeira batalha de grandes proporções travada em um território fora da Itália, esta vitória deu aos romanos mais segurança para buscar possíveis interesses além-mar.